# Malkara (geslacht)
Malkara is een geslacht van spinnen uit de familie Malkaridae.

## Soorten
- Malkara loricata Davies, 1980